# Magic: The Gathering - Duels of the Planeswalkers 2014
Magic: The Gathering - Duels of the Planeswalkers 2014 est un jeu vidéo de type jeu de cartes à collectionner développé par Stainless Games et édité par Wizards of the Coast, sorti en 2013 sur Windows, PlayStation 3, Xbox 360, iOS et Android. Il est inspiré du jeu de cartes à collectionner Magic : L’Assemblée.

## Accueil
- IGN : 8,1/10[1]
- Official Xbox Magazine : 8,5/10[2]